# Otto Nebelthau
Otto Wilhelm Nebelthau (* 10. April 1894 in Bremen; † 16. Dezember 1943 bei Bosnisch Novi/Bosnien) war ein deutscher Schauspieler und Schriftsteller.

## Leben
Geboren 1894 in Bremen als Sohn von Friedrich Nebelthau (Jurist und Bremer Senator) und Marie Nebelthau (geb. Hoffmann), begann Otto Nebelthau 1913 als Schauspieler an der Volks- und Residenzbühne Wien. Wegen einer gerade überstandenen Lungenentzündung als Kriegsfreiwilliger vom Wehrdienst zurückgestellt, arbeitete er etwa ein Jahr, von 1914 bis Mitte 1915, als Schauspieler am Hoftheater Dresden, wo sich eine langjährige Freundschaft mit Hermine Körner entwickelte. Von Sommer 1915 bis zu seiner Einberufung zum Militär im Oktober 1916 studierte er Medizin in Berlin. 1917 in der Dritten Flandernschlacht verwundet, wurde er 1918 aus der Armee entlassen.
Im Frühjahr 1919 übernahm er mit Hermine Körner die Direktion des Münchener Schauspielhauses (der späteren Münchener Kammerspiele). Im Sommer 1923 arbeitete er als Regisseur an der Theatre Guild in New York. Seit Ende 1924 war er als freier Schriftsteller tätig, bis 1927 in Berlin, dann in Südtirol (Brixen: 1927–1929, Meran: 1930–1934), bevor er sich 1934 in dem kleinen Dorf Nonnenhorn am Bodensee niederließ, wo er sich auch als Obst- und Gemüsezüchter betätigte.
Mit Kriegsbeginn wurde er 1939 45-jährig als Sanitätsfeldwebel eingezogen. Ab 1940 war er Kriegsberichterstatter und Sonderführer einer Propaganda-Kompanie. In dieser Funktion nahm er als Beobachter an der Inszenierung der Unterzeichnung des französischen Waffenstillstands im Salonwagen von Compiègne teil. Im Dezember 1943 fiel er bei Bosnisch Novi (Bosnien).

## Leistungen
Otto Nebelthau schrieb neben historisierenden Romanen und Kinderbüchern (einige davon illustriert von Else Wenz-Viëtor) auch Ratgeberliteratur (Mein Gemüsegarten, Mein Obstgarten, Vom heiteren Kochen). Die Sachbücher wurden auch nach 1945 in der Bundesrepublik noch mehrfach aufgelegt.
Der Literaturwissenschaftler Horst Denkler zählte Nebelthau zu den Repräsentanten der „verlorenen Generation“ des Dritten Reiches. Er hebt hervor, dass in dem Roman Die Schauspielerin (1939), in dem sich auffällige biographische Parallelen des Autors und des Romanhelden fänden, mit der Wiener Moderne und dem Expressionismus Kunstrichtungen beschrieben würden, die der Ästhetik des Nationalsozialismus zuwiderliefen. „Dass Nebelthau … mit seinem allem Anschein nach indiskreten Buch eine radikale Grenzüberschreitung gelungen ist, die – getarnt durch die kultivierte Form der Künstlerboheme – kulturpolitisch Verdrängtes beeindruckend vergegenwärtigt hat, lässt sich zweifelsfrei feststellen und ist der Erinnerung wert.“

## Werke
- Die Stadt der Wolken und Winde: Ein Bremer Kaufmannsroman. Hanseatische Verlagsanstalt, Hamburg, Berlin, Leipzig 1928.
- Kapitän Thiele: Ein geschichtlicher Roman aus unseren Tagen. Hanseatische Verlagsanstalt, Hamburg, Berlin, Leipzig 1929.
- Der Gärtner und die Statue: Die Geschichte einer Liebe. Hanseatische Verlagsanstalt, Hamburg, Berlin, Leipzig 1930.
- Der Ritt nach Canossa. Insel Verlag, Leipzig 1933.
- Mein Gemüsegarten: Eine nützliche Unterweisung. Insel Verlag, Leipzig 1934 (Insel-Bücherei 456).
- Mein Obstgarten: Zu jedermanns Nutzen beschrieben [Ill.: Hans J. Peters]. Insel Verlag, Leipzig 1935 (Insel-Bücherei 470).
- Vom heiteren Kochen: Rezept- und Lesebuch für die gepflegte Küche [Ill.: Rudolf Schlichter]. Rowohlt Verlag, Berlin 1936. Neuauflage [Ill.: Else Wenz-Viëtor]: Heimeran Verlag, München 1949.
- Wie strahlend bunt ist diese Schar!: Gedichte [Ill.: Else Wenz-Viëtor]. Verlag J. Scholz, Mainz 1938.
- Die Schauspielerin: Ein Theaterroman. Rowohlt Verlag, Stuttgart 1939.
- Der kleine Frieder: Neue Verschen für Kinder [Ill.: Maria Herrmann]. Verlag J. Scholz, Mainz 1939.
- Die guten Räuber: Gedichte [Ill.: Else Wenz-Viëtor]. Verlag J. Scholz, Mainz 1939.
- Das Nachtkind. Bilder von Else Wenz-Viëtor. K. Thienemanns Verlag, Stuttgart 1942.
- Het nachtkindje [Ill.: Else Wenz-Viëtor; Übers.: Theodorus F. M. Vrijdag]. De Pelgrim, Eindhoven 1943.